# アーチボルド・セトン (第2代キングストン子爵)
第2代キングストン子爵アーチボルド・セトン（英語: Archibald Seton, 2nd Viscount of Kingston、1661年10月5日 – 1714年）は、スコットランド貴族。

## 生涯
初代キングストン子爵アレクサンダー・セトンと2人目の妻エリザベス・ダグラス（Elizabeth Douglas、1636年頃 – 1668年、サー・アーチボルド・ダグラスの娘）の息子として、1661年10月5日にウィッティンガムで生まれた。
1683年10月9日に兄チャールズ（1653年4月4日 – 1682年6月7日）の相続人として、1684年9月8日に母の相続人として（法的に）指名され、1691年10月21日に父が死去するとキングストン子爵の爵位を継承した。
国教忌避者かつジャコバイトであった。
1714年に生涯未婚のまま死去、弟ジェームズが爵位を継承した。